# 合唱猶太會堂 (德羅霍貝奇)

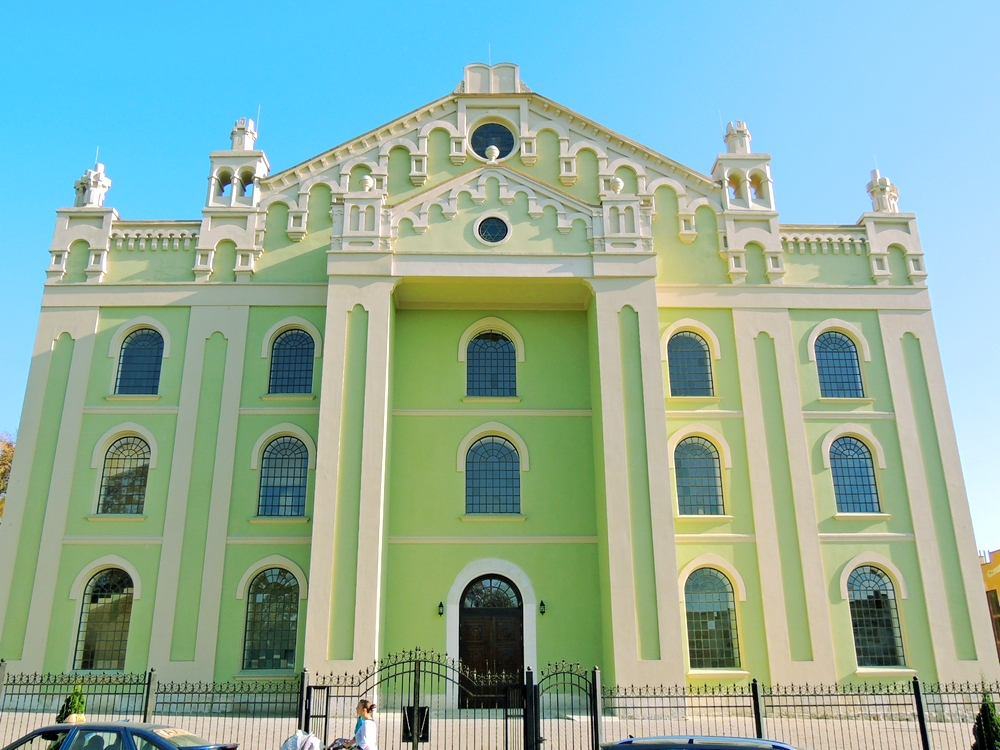
翻新後的猶太會堂

合唱猶太會堂（Choral Synagogue）是烏克蘭利沃夫州城市德羅霍貝奇的一座猶太會堂，亦是該城市最令人印象深刻的猶太建築。這座猶太會堂修建於1844年至1863年。1918年之前，該猶太會堂是奧匈帝國加利西亞地區的主猶太會堂。

## 外部連結
- Choral-Synagoge in Drohobytsch, polish （页面存档备份，存于） in Virtual Shtetl

49°21′12″N 23°30′41″E / 49.35336°N 23.51132°E